# CE-ATA
Consumer Electronics-Advanced Technology Attachment, meist kurz CE-ATA, ist eine Spezifikation für Miniatur-Festplatten mit MMC-Schnittstelle an kleinen elektronischen Geräten wie Handys, PDA und MP3-Player. Es ist eine optimierte Teilmenge des ATA/ATAPI-Befehlssatzes.
Die Spezifikation (vorgestellt auf dem Intel Developer Forum im September 2004) wurde am 2. März 2005 verabschiedet und am 27. Juli 2005 erweitert. Konsortiumsmitglieder sind beispielsweise Apple, Hitachi, Intel, Marvell, Nokia, Seagate und Toshiba.
Sie basiert auf den Spezifikationen MMC 4.31/4.0 und ATA-6 (NCITS 347-2001). Sie ermöglicht ausschließlich den Anschluss eines Festplattenspeichers. CE-ATA hat weniger Anschluss-Pins und soll mit niedrigerer Spannung sowie geringerem Energieverbrauch auskommen. Die ersten Muster basieren auf einem 1,8″-Formfaktor.